# Teoría de la raza dinástica
La teoría de la raza dinástica fue la tesis más temprana para intentar explicar cómo el Egipto predinástico se convirtió en la sofisticada monarquía del Egipto dinástico. La teoría sostiene que las raíces más antiguas de la antigua civilización dinástica egipcia fueron importadas por invasores de Mesopotamia que luego fundaron la Primera Dinastía y llevaron la cultura a la población indígena. Esta teoría tuvo fuertes partidarios en la comunidad egiptológica en la primera mitad del siglo XX, pero desde entonces ha perdido el apoyo general.

## Orígenes
A principios del siglo XX, el egiptólogo Sir William Matthew Flinders Petrie dedujo que los restos esqueléticos encontrados en sitios predinásticos en Naqada (Alto Egipto) indicaban la presencia de dos razas diferentes, con la Raza Dinástica, también conocida como "seguidores de Horus", diferenciados físicamente por una estructura esquelética y una capacidad craneal notablemente más grandes. Petrie concluyó que las diferencias físicas de los restos en conjunción con los estilos de entierro previamente desconocidos, la arquitectura poco característica de la tumba y la abundancia de artefactos foráneos, implicaban que esta raza debía haber sido una élite gobernante invasora responsable del aparentemente repentino surgimiento de la civilización egipcia. Basado en abundante evidencia cultural, Petrie determinó que la raza invasora había venido de Mesopotamia y se impuso a la cultura badariense nativa para convertirse en sus gobernantes. Petrie adujo nuevos estilos arquitectónicos (la arquitectura de fachada en nichos, claramente mesopotámica), estilos de cerámica, sellos cilíndricos y algunas obras de arte, así como numerosas pinturas de tumbas y rocas predinásticas que representan barcos, símbolos y figuras de estilo mesopotámico.
Esto llegó a ser llamado la teoría de la raza dinástica. La teoría además argumentó que los mesopotámicos conquistaron el Alto y el Bajo Egipto y fundaron la Primera Dinastía. También se encontraron cementerios predinásticos y de la Primera Dinastía similares a Naqada en Abydos, Sakkara y Hieracónpolis.
Las versiones del modelo de raza dinástica fueron adoptadas por académicos como Laurence Waddell, y Walter Bryan Emery, excatedrático de egiptología en el University College de Londres.

## Declive
La teoría de la raza dinástica ya no es una tesis aceptada en el campo de la arqueología predinástica. Si bien existe una clara evidencia de que la cultura Naqada II tomó prestada abundantemente de Mesopotamia, la opinión más común hoy en día es que los logros de la Primera Dinastía fueron el resultado de un largo período de desarrollo cultural y político. Dichos préstamos son mucho más antiguos que el período de Naqada II, período que tuvo un gran grado de continuidad con el período de Naqada I, y los cambios que ocurrieron durante los períodos de Naqada ocurrieron durante períodos de tiempo significativos.
Muchos en la egiptología moderna mantienen en gran medida la opinión de que «la formación del estado ocurrió como un proceso principalmente indígena», aunque diferencias significativas en la morfología indicaron que también tuvo lugar migración a lo largo del valle del Nilo. La teoría de la raza dinástica ha sido reemplazada en gran parte por la teoría de que Egipto era un imperio hidráulico.

## En el afrocentrismo
En la década de 1950, cuando la teoría de la raza dinástica fue ampliamente aceptada por los estudiosos de la corriente principal, el académico senegalés Cheikh Anta Diop estaba publicando su teoría de que los antiguos egipcios eran africanos negros. Diop «prestó especial atención al surgimiento de la Teoría de la Raza Dinástica», y afirmó que los académicos europeos apoyaban esta teoría para evitar tener que admitir que los antiguos egipcios eran negros y caracterizarlos como semíticos o caucásicos. Otros prominentes afrocentristas, como Martin Bernal, más tarde también argumentaron en contra de la teoría de la raza dinástica a favor de un modelo «egipcio negro». El colaborador más reciente de un modelo afrocéntrico de los antiguos egipcios es Segun Magbagbeola, quien incluyó información de Nuwaupu en su libro Black Egyptians. Los afrocentristas condenan particularmente la supuesta división de los pueblos africanos en grupos raciales como nuevas versiones de la teoría de la raza dinástica y la hipótesis camítica.

## Renacimiento
Una versión de la teoría ha sido revivida por algunos eruditos modernos, sobre todo David Rohl, y Michael Rice, quienes han avanzado razones en apoyo de un origen mesopotámico del Egipto dinástico en libros como Legend-The Genesis. of Civilization y Egypt's Making, respectivamente.
Según Rohl, «hay poca evidencia de la realeza y sus rituales mucho antes del comienzo de la I Dinastía; no hay signos del desarrollo gradual del trabajo en metal, el arte, la arquitectura monumental y la escritura, los criterios definitorios de la civilización temprana. Gran parte de lo que sabemos sobre los faraones y su compleja cultura parece surgir en un destello de inspiración». Rohl cree que el catalizador de este desarrollo repentino fue la afluencia de una «élite extranjera» mesopotámica que se dirigió a Egipto navegando alrededor de la costa de la península arábiga hacia el mar Rojo y finalmente arrastrando sus barcos a través del desierto hasta el Nilo. Rohl señala numerosos grabados rupestres predinásticos encontrados en varios lugares desde Wadi Abbad hasta Abydos, que se sugiere representan grandes barcos de estilo mesopotámico con tripulaciones de hasta 75, algunos de los cuales parecen haber sido arrastrados por tierra. Rohl cree que la evidencia más dramática para apoyar esta teoría es la repentina introducción de una «fachada en nichos» claramente mesopotámica, también conocida como «fachada de palacio», arquitectura que se encuentra en varios sitios dinásticos tempranos, más notablemente en las grandes mastabas de la I Dinastía en Saqqara. Una representación de un edificio que utiliza este tipo de arquitectura es también una parte integral del serekh, el primer sello egipcio de la realeza, y se encuentra antes de la I Dinastía también en el período Naqada III o «Dinastía 0». Él dice: «Es muy improbable que tales técnicas de construcción especializadas se inventaran de forma independiente en dos regiones muy separadas en el mismo período histórico sin transmisión cultural».
Además de la evidencia disponible para Petrie et al., los proponentes también señalan similitudes en los nombres de las divinidades y lugares en las creencias religiosas de las dos culturas, y en las representaciones de las insignias. Por ejemplo, el montículo primitivo de la primera creación egipcia se llamaba Isla de Nun y estaba rodeado por las Aguas de Nun, mientras que el nombre sumerio del gran templo en su ciudad original de Eridu era Nun.ki, el «Lugar Poderoso», y fue construido en una isla en los pantanos de juncos. Varios eruditos también han notado que el nombre Osiris es una pronunciación griega, y que el dios se habría llamado Asar en egipcio, mientras que el dios sumerio del área de Eridu también se llamó Asar (el Marduk babilónico). El período Uruk de la antigua Mesopotamia (calibrado 4100-2900 a. C.) es anterior al período Naqada II del Antiguo Egipto (3500-3200 a. C.) y, de hecho, hay evidencia de colonias de esta civilización Uruk en un área amplia, desde los montes Tauro en Turquía, hasta el mar Mediterráneo en el oeste, y tan al este como el centro de Irán.